# AlphaGo

Logo

AlphaGo is een computerprogramma dat het bordspel Go speelt. Het is ontwikkeld door DeepMind Technologies, een dochteronderneming van Google (nu Alphabet Inc.). Latere versies van AlphaGo werden steeds krachtiger, waaronder een versie die meedeed onder de naam Master. AlphaGo Master werd opgevolgd door een nog krachtigere versie, bekend als AlphaGo Zero, die volledig autodidact was zonder te leren van menselijke spellen. AlphaGo Zero werd vervolgens gegeneraliseerd naar een programma dat bekend staat als AlphaZero, dat extra spellen speelde, waaronder schaken en shogi. AlphaZero is op zijn beurt opgevolgd door een programma dat bekend staat als MuZero en dat leert zonder de regels te leren.

## Algoritme
AlphaGo en zijn opvolgers gebruiken een Monte Carlo-boomzoekalgoritme om zijn zetten te vinden op basis van kennis die eerder is verkregen door machine learning, met name door een kunstmatig neuraal netwerk door uitgebreide training, zowel door mensen als door computers. Een neuraal netwerk wordt getraind om de beste zetten en de winstpercentages van deze zetten te identificeren. Dit neurale netwerk verbetert de kracht van het zoeken in bomen, wat resulteert in een sterkere zetselectie in de volgende iteratie.
In oktober 2015, in een wedstrijd tegen Fan Hui, werd de originele AlphaGo het eerste Go-programma dat een menselijke professionele Go-speler zonder handicap versloeg op een volledig 19×19-bord. In maart 2016 versloeg het Lee Sedol in een wedstrijd van vijf wedstrijden, de eerste keer dat een computer Go-programma een 9-dan-professional zonder handicap versloeg. Hoewel het verloor van Lee Sedol in de vierde game, gaf Lee op in de laatste game, wat een eindscore van 4 games tegen 1 opleverde in het voordeel van AlphaGo. 

## Nominatie
AlphaGo werd in 2016 door het wetenschappelijk tijdschrift Science genomineerd voor de Doorbraak van het Jaar, waarna het bekroond werd met een gedeelde tweede plaats. De winnaar was uiteindelijk de eerste waarneming van de zwaartekrachtgolven.